# Johann Heinrich Dambeck
Johann Heinrich Mathias Dambeck (*  5. Februar 1774 in Brünn; † 10. August 1820 in Prag) war ein österreichischer Schriftsteller und Professor für Ästhetik.
Johann Heinrich Dambeck war der Sohn eines mit Albrecht von Haller und Klopstock befreundeten Sängers und Geigers. Er studierte an der Universität Prag u. a. bei Karl Heinrich Seibt, August Gottlieb Meißner und Ignaz Cornova. Ab 1812 war er Professor der Ästhetik an der Universität Prag. Er förderte Karl Egon Ebert in seinem Schaffen als Dichter.

## Schriften (Auswahl)
- Joseph Adolf Hanslick (Hrsg.): Vorlesungen über Aesthetik von Johann Heinr. Dambeck, 2 Bände, Enders, Prag 1822–1823.